# C++20
C++20 là tên không chính thức của bản sửa đổi của tiêu chuẩn ISO/IEC cho ngôn ngữ lập trình C++ dự kiến sẽ được đưa ra tiếp theo phiên bản C++17. Tiêu chuẩn này đã được WG21 hoàn thiện về mặt kỹ thuật  tại cuộc họp ở Prague vào tháng 2 năm 2020. Tiêu chuẩn dự kiến sẽ được công bố chính thức sau khi kết thúc việc bầu DIS vào tháng 5 năm 2020.
C++20 bổ sung thêm nhiều tính năng chính mới hơn C++14 hoặc C++17. Dưới đây là danh sách một phần các thay đổi đã được chấp nhận hoặc đã được thảo luận để đưa vào C++20.